# Толдзгун
Толдзгун (дигор. Толдзгун, ирон. Тулдзджын) — село в Ирафском районе Республики Северная Осетия — Алания. Административный центр Толдзгунского сельского поселения.

## География
Селение расположено в междуречье рек Большой Касалкун и Малый Касалкун, в 12 км к западу от районного центра — Чикола и в 87 км к северо-западу от Владикавказа. 

## Этимология
Название села в переводе с осетинского языка означает — «дубрава».

## Фамилии
Список фамилий которые ранее проживали или сейчас живут в Толдзгуне:
Басиевы, Бекмурзовы, Будаевы, Бязровы, Габеевы, Гобаевы, Гобеевы, Дидимовы, Езеевы, Икаевы, Кадоховы, Карлюгины, Керчелаевы, Кодзаевы, Малиевы, Марзоевы, Санакоевы, Саракаевы, Святогорские, Секоевы, Скяевы, Сосрановы, Тагаевы, Темуровы, Тургиевы, Хамицаевы, Хортиевы, Цаллаевы, Чегаевы, Чихтисовы.

## Население
| 2002 | 2010 | 2011 | 2012 | 2013 | 2014 | 2015 |
| ---- | ---- | ---- | ---- | ---- | ---- | ---- |
| 442  | ↗495 | →495 | ↗502 | ↘491 | ↘484 | ↘483 |
| 2016 | 2017 | 2018 | 2019 | 2020 | 2021 | 2023 |
| ↘482 | ↘481 | ↗483 | ↗489 | ↘487 | ↘386 | ↘378 |
| 2024 | 2025 |      |      |      |      |      |
| ↗383 | ↘376 |      |      |      |      |      |